# ثورة العمارة الرومانية

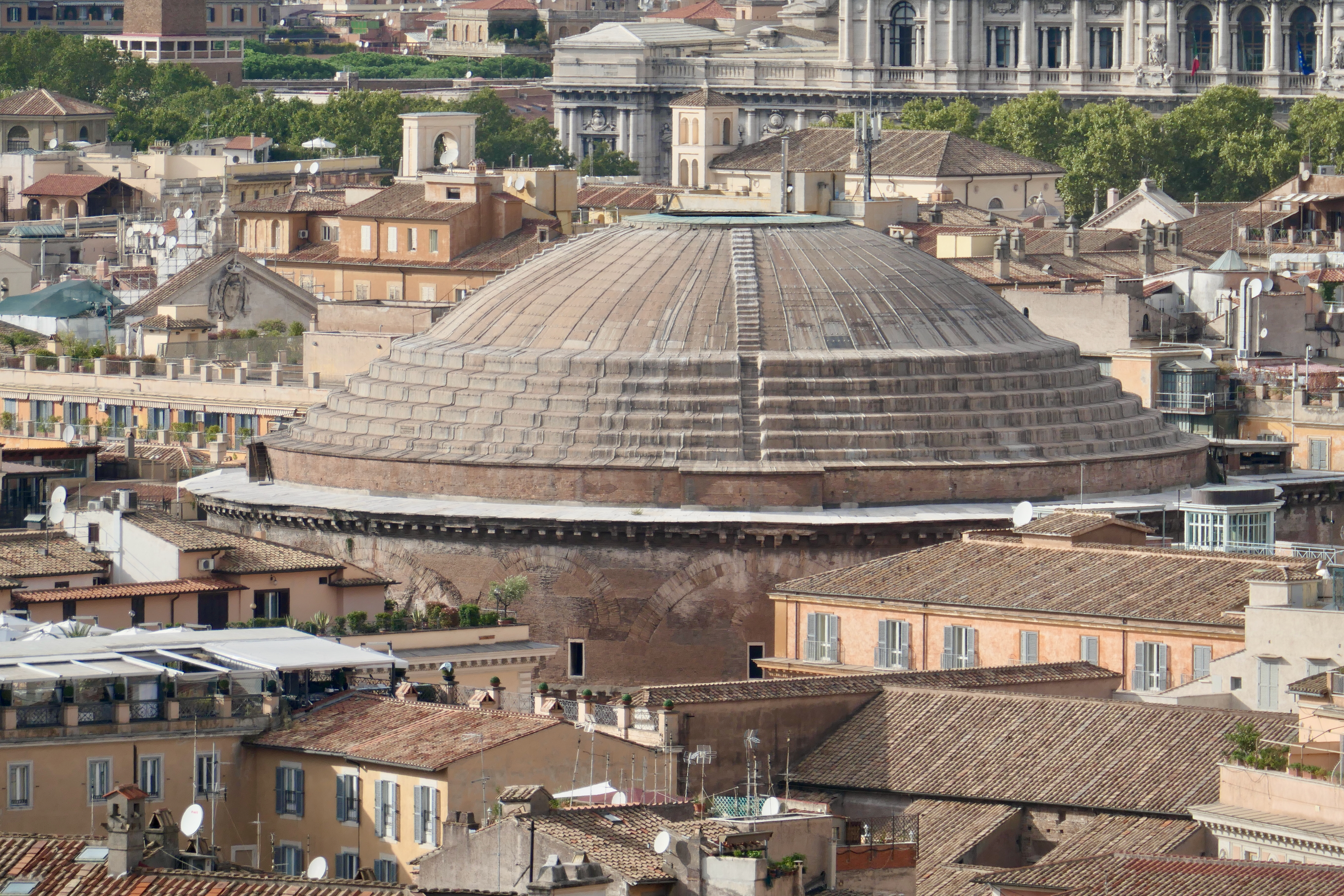
قبة البانثيون في روما، كانت تُعتبر أكبر قبة في العالم لمدة ألف عام، وهي أكبر قبة مُشيدة من الخرسانة الغير مُسلحة في العالم إلى الآن.

ثورة العمارة الرومانية أو ثورة الخرسانة، هو مصطلح يصف الاستخدام واسع النطاق في العمارة الرومانية للأشكال المعمارية من الأقواس، الأقبية، والقباب، حيث تم استغلال إمكانات هذه العمارة لأول مرة في التاريخ استغلالاً كاملاً في بناء مجموعة واسعة من الهياكل والمباني العامة والمرافق العسكرية. لقد شمل هذا المدرجات، القنوات المائية، الحمامات، الجسور، السدود، القباب، المرافئ، والمعابد.
لقد كان اختراع الخرسانة الرومانية (كانت تُسمى باللاتينية: Opus caementicium) عاملاً حاسمًا في هذا التطور، مما أدى إلى تحرير الشكل من إملاء المواد التقليدية من الحجر والطوب.

## وصلات خارجية
- العمارة الرومانية | الباحثون السوريون
- Traianus – تحقيق تقني عن الأعمال الرومانية العامة
- البانتيون الروماني: انتصار الخرسانة
- الخرسانة الرومانية
- القنوات المائية الرومانية: أنواع من جدران مُشيدة من الخرسانة الرومانية